# Korost, Sarnî
Korost (în ucraineană Корост) este localitatea de reședință a comunei Korost din raionul Sarnî, regiunea Rivne, Ucraina.

## Demografie
Componența lingvistică a localității Korost
     Ucraineană (99,28%)
     Alte limbi (0,71%)
Conform recensământului din 2001, majoritatea populației localității Korost era vorbitoare de ucraineană (99,28%), existând în minoritate și vorbitori de alte limbi.